# Герымский, Максымилиан
Максымилиан Дёнизы Герымский (пол. Maksymilian Dionizy Gierymski; 15 октября 1846, Варшава — 16 сентября 1874, Бад-Райхенхалль, Бавария) — польский художник и график, старший брат Александра Герымского.

## Биография
Сначала Герымский был механиком и посещал университет в Варшаве, где был учеником Рафала Хадзевича. Участвовал в Январском восстании 1863 года. С 1867 года обучался в Академии художеств в Мюнхене у Александра фон Вагнера, Адама Франца и Эдуарда Шлейха. Под влиянием последнего рисовал солдат в сочетании с богатым пейзажем, создал множество картин с персонажами в костюмах 18-го века. Также создал множество романтических картин с изображением польской родины. Знаменитыми стали сцены охоты в стиле рококо, которые выставлены в Старой национальной галерее в Берлине и в Художественном музее Филадельфии. Скончался в 1874 году в Райхенхалле от туберкулёза, болезни, которая мучила художника на протяжении последних лет.
Его брат Александр Герымский (1850—1901) также был известным художником.

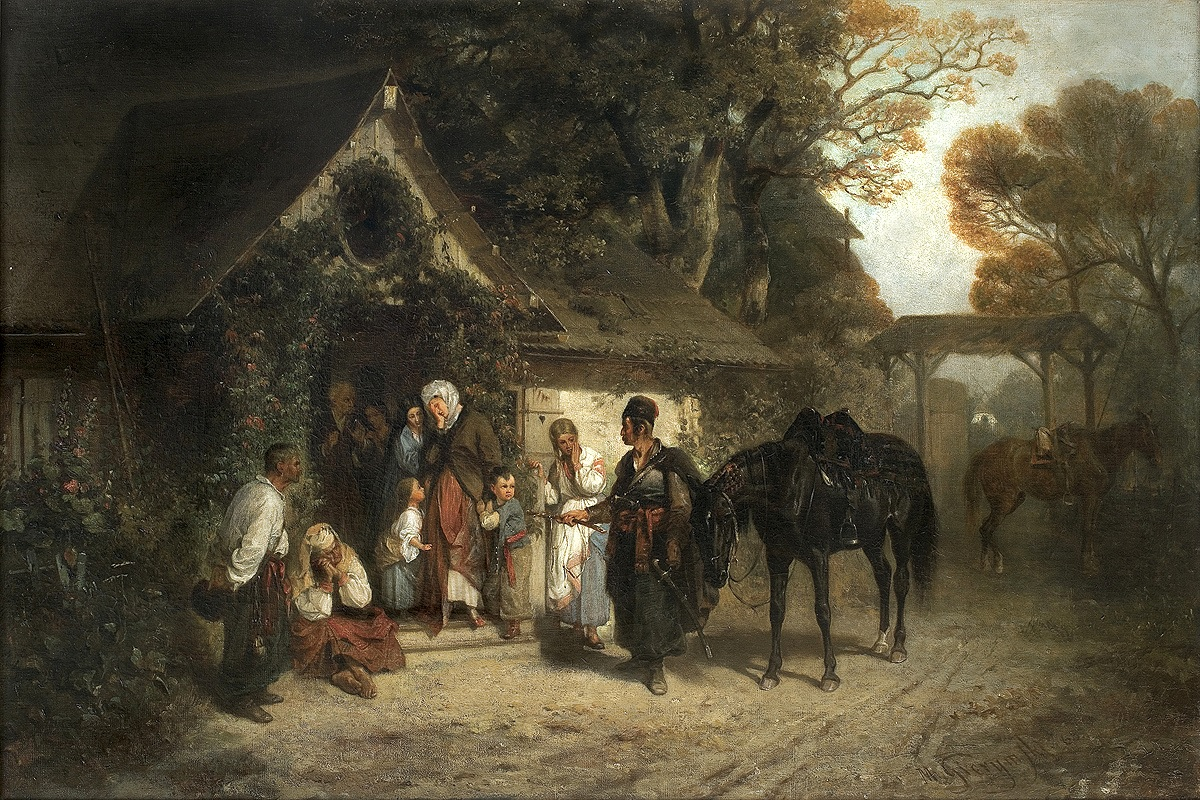
Возвращение слуги без хозяина. 1868 г.